# Susie Hodge
Susie Hodge FRSA (geboren 27. November 1960 in Westcliff-on-Sea) ist eine britische Kunstvermittlerin.

## Leben
Susie Hodge studierte Kunstgeschichte am Birkbeck, University of London (M.A.). Sie arbeitete in den Werbeagenturen Saatchi & Saatchi und JWT und war dort mit Urheberrechtsfragen befasst. 
Hodge schreibt Bücher, Zeitschriftenaufsätze und Broschüren über Kunsttechniken, zur Kunstgeschichte und zur Kunstvermittlung. Bis zum Jahr 2017 sind von ihr über 100 solcher Publikationen erschienen. 
Sie hält Vorträge, führt Seminare zur Kunst durch und arbeitet bei Fernsehproduktionen mit. Sie ist unter anderem für die Royal Academy of Arts, die Tate Gallery und das Victoria and Albert Museum tätig.
Hodge ist Fellow der Royal Society of Arts.

## Publikationen (Auswahl)
- How to draw portraits : a step-by-step guide for beginners with 10 projects. London : New Holland, 2003
- How to Survive Modern Art. London: Tate, 2009
- Global warming. Tunbridge Wells: Ticktock, 2009
- The art and design teacher's handbook. New York: Continuum International Pub. Group, 2010
- 50 art ideas you really need to know. London: Quercus, 2011
  - 50 Schlüsselideen Kunst. Übersetzung Katharina Neuser-von Oettingen. Berlin: Springer, 2014 ISBN 9783642393280
- Why your five-year-old could not have done that: modern art explained. New York: Prestel, 2012[1]
- My big art show. Spiel + Buch für Kunstexperten. Medienpaket. Kempen: Moses,  2014
- How to look at art. London: Tate Publishing, 2014
- What makes great design. London: Frances Lincoln, 2014
- Art in minutes. New York: Quercus, 2016
- mit Claire Goble: Why is art full of naked people?: and other vital questions about art. London : Thames & Hudson, 2016 
  - Wieso sind die alle nackt?: und andere spannende Fragen zur Kunst. Illustrationen von Claire Goble. Übersetzung Johanna Ellsworth. München: Knesebeck, 2017[2]
- Design: 80 berühmte Entwürfe. Kerkdriel: Librero, 2017
- How to draw hands & feet: in simple steps. Tunbridge Wells, Kent: Search Press, 2017
- Eine kurze Geschichte der Kunst. Ein Überblick über die wichtigsten Kunstrichtungen, Werke, Themen und Techniken. Laurence King, Berlin 2018, ISBN 978-3-96244-013-8. (Mit zahlreichen Bildbeispielen)